# 加佐尔多-德利伊波利蒂
加佐尔多-德利伊波利蒂（義大利語：Gazoldo degli Ippoliti），是意大利曼托瓦省的一个市镇。总面积12平方公里，人口2981人，人口密度248.4人/平方公里（2009年）。国家统计（ISTAT）代码为020024。